# Michel Suffran
Michel Suffran, né le 1er novembre 1931 à Bordeaux, ville où il est mort le 5 juillet 2018,, est un médecin, écrivain, et auteur de théâtre français.

## Biographie
Michel Suffran est né rue Saint-Rémi, tout près du port de Bordeaux, dont l'activité débordante de l'époque est souvent évoquée dans ses ouvrages. Il passe une partie de son enfance dans le village de Mézin.
Parallèlement à sa profession de médecin, il se consacre à la littérature. Pour la radio et la télévision, il écrit notamment des scénarios originaux ainsi que des adaptations. Son œuvre s'étend de l’essai littéraire au roman, en passant par de nombreuses pièces de théâtre. Il réalise aussi des illustrations de livres (pour la réédition du Drôle, de François Mauriac, ou pour certains de ses propres ouvrages).
Il a été un ami de François Mauriac, de Bernard Clavel et de Jean Vauthier.
Michel Suffran a été récompensé par le Grand Prix littéraire de la ville de Bordeaux, ainsi que par le prix ARDUA en 2015 . Il est également membre de l’Académie des sciences, arts et belles lettres de Bordeaux. Il participe à plusieurs jurys littéraires : Prix François Mauriac, Prix Gironde, Prix Montesquieu, et Prix des Savoir-Faire d’Aquitaine.
Dans La quête intermittente, Eugène Ionesco écrivait : « Ébloui, angoissé encore plus, par le livre de Michel Suffran : La Nuit de Dieu. Comment cet écrivain n’est-il pas plus et mieux connu ? »
Michel Suffran s'est marié en 1981, et il est le père d'un fils né en 1985.
Depuis 2020, une place de Bordeaux porte son nom.

## Publications

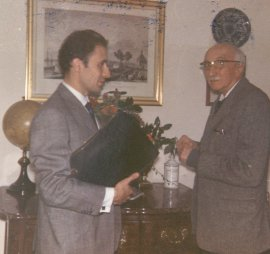
Michel Suffran et François Mauriac au Domaine de Malagar en 1967

### Essais
- Contribution à la socio-psychologie du vagabondage (thèse de médecine), Deniaud et Frères Bordeaux, 1958
- Sur une génération perdue, Samie, 1966, nouvelle édition Le Festin, 2005
- Jacques Rivière, Conversions célèbres, 1967
- Jean de La Ville de Mirmont, Seghers, 1968
- Alain-Fournier ou le mystère limpide, Wesmael-Cahrlier, 1969
- Poésie et chanson en France, Pleins Feux, 1972
- Ars ou le Poids du péché, SOS, 1973
- François Mauriac, Seghers,1973
- Lourdes ou les témoins sont aveugles, SOS, 1976
- Bordeaux visage de pierre, Atelier d’art Philippe Petit, 1978
- Bordeaux naguère, Payot, 1981
- François Mauriac ou le regard de la mémoire, Colona, 1985
- Les Pyrénées de Francis Jammes, Edisud, 1985
- Qui êtes vous Dino Buzzati ?, La Manufacture, 1982
- Histoire d'Aquitaine, Calmann-Lévy, 1987
- Cadillac, armure de pierre, Pleine Page, 1988
- Les grandes heures de Bordeaux, Perrin, 1989
- Bordeaux une enfance, L’Esprit du Temps, 1990
- Le guide du Bordelais, La Manufacture, 1991
- L'Aquitaine de François Mauriac, Edisud, 1992
- Bordeaux, ombre et lumière, PML éditions, 1993
- Le rêve est une seconde ville, Les Dossiers d'Aquitaine, 1997
- Dino Buzzati, Le laboratoire secret, La Renaissance du livre, 1998
- Mauriac et Bordeaux, Chemins de la mémoire, 1999
- Une enfance en Aquitaine, La Renaissance du livre, 2000 (réédition sous un nouveau titre de La réunion de famille)
- Guignol Guérin, la vie au bout des doigts (avec Jeanne Brannens), Les Dossiers d'Aquitaine, 2001
- L'arc et la flèche (ill. Jacques Guibillon), Opales, 2001
- Mascarons de Bordeaux (avec François Philip), Les Dossiers d'Aquitaine, 2004
- Le navire ensablé (avec Bousca), Les Dossiers d'Aquitaine, 2005
- Le monument aux Girondins, le Génie ailé (avec Pierre Gémin), Les Dossiers d'Aquitaine, 2005
- D'un étrange pays (avec Bousca), Les Dossiers d'Aquitaine, 2007
- Bordeaux, mémoire partagée, Les éditions de l’Entre deux Mers, 2007
- 15 maisons d'écrivains qu'il faut connaître, Pleine Page, 2008
- Les écritoires de pierre, Pleine Page, 2008
- Vol au-dessus du bassin d'Arcachon (avec Jacques Rouhaud), Les Dossiers d'Aquitaine, 2009
- Va, Petit Mousse... (avec Yves Simone et Kevin Desmond), Les Dossiers d'Aquitaine, 2010
- Clairières dans la ville, Pleine Page, 2013
- Village, Les Dossiers d'Aquitaine, 2013
- F. Jammes, Association Francis Jammes, 2016

### Romans et nouvelles
- Evangeline ou Bordeaux sels d’argent, Editions G.Ducros, 1968
- Le lieu le plus obscur, Maurice Nadeau, 1982
- La nuit de Dieu, Albin Michel, 1986
- La chambre, Le chat bleu, 1986
- La réunion de famille, Éditions Dominique Balland, 1988, réédition Le Festin, 2020
- Villesonge, Jean Curutchet, 1988
- Les Vendanges de Brumaire, Presses de la Cité, 1989
- Chroniques : Encoches d’encre, Opales, 1994
- L’île de Pâques, ABACUS, 1995
- Pilate, L’Homme aux mains nettes,Editions Harriet, 1995
- La sirène de Noviomagus, Atlantica, 1997
- L’Aubier, Le Bord de l’eau, 1997
- Le sourire de pierre, Aubéron, 1999
- Arion ou le secret de l'île, Aubéron, 2000
- Sentinelle de l'aube, Aubéron, 2001
- Le colporteur bossu, Aubéron, 2004
- Mon Aquitaine secrète, Loubatières, 2006
- Histoires peu ordinaires à Bordeaux, Elytis, 2007
- De l’importance d’être ponctuel, La Fontaine secrète, 2010
- Entre deux rives, Atlantica, 2011
- L'Herbe et la Feuille, Édition du Serpolet, 2013
- Frontalières, La fontaine secrète, 2013
- Celui qui revient des îles, Le Serpolet, 2015

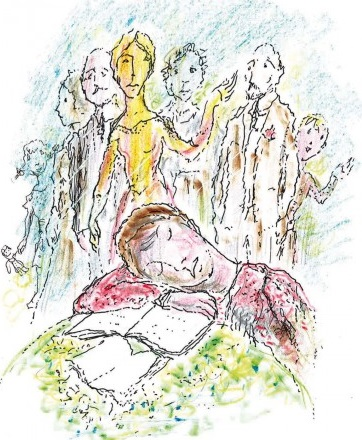
Dessin de Michel Suffran pour la couverture de son livre Village.

### Théâtre
- Le Seuil du Jardin - 1964
- Les Approches du soir - 1965
- Savonarole - 1971
- La balle au chasseur - 1971
- Lewis et Alice - 1977
- La lueur d’une lampe éteinte - 1985
- L'auberge fameuse - 1986
- Autour de Génétrix - 1992
- L’embarcadère - 1994
- Les Sablonnières, Fréquence Nuit, Le fil de l’araignée - 1996
- Une Inconnue nommée Marie - 1999
- Don Quichotte - Adaptation théâtrale d’après l'œuvre de Miguel de Cervantes - 2002
- Rose et Rosie - 2002
- Cyrano de Bergerac - Adaptation théâtrale d’après l'œuvre de Edmond Rostand - 2002
- Matricule 31249 - Adaptation théâtrale d’après « Mémoire oblige » de Pierre Saufrignon - 2002
- Thérèse Solitude - 2003
- 4 stations bordelaises - 2004
- Le Rendez-vous de Jouhanet - 2004
- Les Esprits de Garonne. Opéra champêtre - 2007
- La Terrasse de Malenciel - 2009
- Le Chemin jusqu’à toi - 2013
- Je m’appelle Jean Gilles - 2013
- Une Heure avant le Jour - 2016
- L’Admiroir - 2017
- Je suis une mouette - 2018

### Télévision
- Les approches du soir, 1962 (scénario)
- Christine ou la pluie sur la mer, 1964 (scénario)
- Les Forêts en Septembre (scénario)
- Les Complices (scénario)
- Hors-champ (scénario)
- Sur une génération perdue, 1965 (adapté de)
- Salavin, 1975 (adaptation d'après l'œuvre de Georges Duhamel)
- L'affaire Perissac (épisode de la série Messieurs les jurés), 1976 (scénario)
- La pharisienne, 1980 (adaptation d'après l'œuvre de François Mauriac)
- Quelque chose dans son rêve (épisode de la série Cinéma 16), 1982 (scénario)
- Un adolescent d'autrefois, 1983 (adaptation d'après l'œuvre de François Mauriac)

## Prix et distinctions
1958 : Prix André Delferrière pour Petite musique de nuit
1964 : 2e prix du concours national des œuvres radiophoniques dramatiques pour Monsieur De Maupassant ou le partage des ombres
1964 : Prix littéraire et régionaliste des méridionaux à Paris pour Mémoire d’un royaume blanc
1965 : 1er prix au concours national des œuvres radiophoniques pour Verlaine Twist
1966 : Prix de la société des auteurs et compositeurs dramatiques pour Les complices 
1968 : Grand Prix de littérature de la ville de Bordeaux pour l’ensemble de son œuvre
1985 : Prix des Trois Couronnes pour L’Aquitaine de François Mauriac  et  Les Pyrénées de Francis Jammes 
1987 : Prix Durchon-Louvet de l’Académie Française pour La nuit de Dieu
1987 : Prix Médec pour La nuit de Dieu
1989 : Grand prix d’Aquitaine décerné par La Renaissance d’Aquitaine pour Villesonge
2015 : Grand Prix ARDUA